# ハード・プロミス
『ハード・プロミス』（原題：Hard Promises）は、トム・ペティ&ザ・ハートブレイカーズが1981年に発表した4作目のスタジオ・アルバム。

## 背景
共同プロデューサーのジミー・アイオヴィーンは当時、スティーヴィー・ニックスの初のソロ・アルバム『麗しのベラ・ドンナ』（1981年）も手がけており、その縁からペティはニックスをイメージして「インサイダー」を書いたが、最終的には同曲を自身のアルバムに収録し、ニックスには「嘆きの天使」（原題：Stop Draggin' My Heart Around）を提供した。なお、ニックスは本作収録曲「インサイダー」および「ユー・キャン・スティル・チェンジ・ユア・マインド」にゲスト参加している。また、前述の「嘆きの天使」および本作の「ウーマン・イン・ラヴ」では、ドナルド・ダック・ダンがベースでゲスト参加した。
レーベル側は、前作『破壊』（1979年）の成功を受けて、本作を通常のLPレコードより高値の9.98ドルで売ろうとしたが、ペティは猛反対し、発売中止またはタイトルを『Eight Ninety Eight』に変更する案を出したため、最終的にはLPの標準的な価格である8.98ドルとなった。

## 反響・評価
アメリカのBillboard 200では5位に達し、自身2作目の全米トップ10アルバムとなった。ニュージーランドのアルバム・チャートでは初登場11位となり、翌週より2週連続で1位を獲得して、合計17週トップ50入り（うち6週トップ10入り）した。
Stephen Thomas Erlewineはオールミュージックにおいて5点満点中4.5点を付け「『破壊』がまぐれ当たりでないことを再確認させてくれる。前作の音楽性を引き継いでいるため、表面的には特に新鮮味がないが、ソングライティングは強力で、よく特定のサウンドにまとめ上げられたものだと思わされる」と評している。

## 収録曲
特記なき楽曲はトム・ペティ作。
1. 孤独な世代 "The Waiting" – 3:58
2. ウーマン・イン・ラヴ "A Woman in Love (It's Not Me)" (Tom Petty, Mike Campbell) – 4:21
3. ナイトウォッチマン "Nightwatchman" (T. Petty, M. Campbell) – 3:59
4. サムシング・ビッグ "Something Big" – 4:44
5. キングス・ロード "Kings Road" – 3:26
6. レッティング・ユー・ゴー "Letting You Go" – 3:24
7. シング・アバウト・ユー "A Thing About You" – 3:32
8. インサイダー "Insider" – 4:23
9. クリミナル・カインド "The Criminal Kind" – 4:00
10. ユー・キャン・スティル・チェンジ・ユア・マインド "You Can Still Change Your Mind" (T. Petty, M. Campbell) – 4:15

## 参加ミュージシャン
- トム・ペティ - ボーカル、ギター、12弦ギター、ベース、エレクトリックピアノ
- マイク・キャンベル - ギター、オートハープ、アコーディオン、ハーモニウム
- ベンモント・テンチ - ピアノ、オルガン、バッキング・ボーカル
- ロン・ブレア - ベース
- スタン・リンチ - ドラムス、バッキング・ボーカル

アディショナル・ミュージシャン
- スティーヴィー・ニックス - バッキング・ボーカル(on #8, #10)
- シャロン・セラニ - バッキング・ボーカル(on #10)
- ドナルド・ダック・ダン - ベース(on #2)
- アラン・ウェイデル - ピアノ(on #3)
- フィル・ジョーンズ - パーカッション